# Humberto Brenes
Humberto Brenes (* 8. Mai 1951 in San José) ist ein professioneller costa-ricanischer Pokerspieler. Er ist zweifacher Braceletgewinner der World Series of Poker.

## Persönliches
Brenes studierte Wirtschaftsingenieurwesen an der Universidad de Costa Rica. Seine Laufbahn als professioneller Spieler startete er mit Baccara. Brenes’ Brüder Eric und Alex sind ebenfalls als Pokerspieler aktiv und gewannen jeweils ein Main Event der World Poker Tour.

## Pokerkarriere

### Werdegang
Seine erste Geldplatzierung bei einem renommierten Pokerturnier erzielte Brenes im Jahr 1987. Im Mai 1988 belegte er den vierten Platz beim Main Event der World Series of Poker (WSOP) in Las Vegas und erhielt 77.000 US-Dollar. Bei der WSOP 1993 gewann der Costa-Ricaner innerhalb von zwei Tagen zwei Turniere in den Varianten Limit Hold’em sowie Pot Limit Omaha und sicherte sich somit zwei Bracelets sowie Preisgelder von knapp 280.000 US-Dollar. Bei den Austragungen 1995 und 1999 wurde er bei einem WSOP-Event in Limit Hold’em jeweils Zweiter. Im Januar 2002 entschied Brenes die World Poker Open in Tunica mit einer Siegprämie von rund 500.000 US-Dollar für sich. Mitte November 2004 saß er beim Main Event der World Poker Tour (WPT) in Mashantucket am Finaltisch und belegte den mit rund 635.000 US-Dollar dotierten dritten Rang. Einen Monat später erreichte Brenes auch beim WPT-Main-Event im Hotel Bellagio am Las Vegas Strip den Finaltisch und sicherte sich für seinen zweiten Platz das bisher höchste Preisgeld seiner Karriere von über 920.000 US-Dollar. Bei der WSOP 2006 belegte er im Main Event den 36. Platz, der mit knapp 330.000 US-Dollar bezahlt wurde. Im Jahr darauf wurde er bei der Pot Limit Hold’em Championship der WSOP 2007 Dritter und erhielt knapp 200.000 US-Dollar. Im Januar 2011 beendete der Costa-Ricaner das Super High Roller des PokerStars Caribbean Adventures auf den Bahamas auf dem mit 200.000 US-Dollar dotierten fünften Platz. Seitdem blieben größere Turniererfolge aus.
Insgesamt hat sich Brenes mit Poker bei Live-Turnieren über 6 Millionen US-Dollar erspielt und ist damit der erfolgreichste costa-ricanische Pokerspieler. Sein unverzichtbares Erkennungszeichen ist sein „Shark“, den er als Glücksbringer und Card Guard immer am Pokertisch in Szene setzt. Brenes war Repräsentant der Onlinepoker-Plattform PokerStars.

### Braceletübersicht
Brenes kam bei der WSOP 101-mal ins Geld und gewann zwei Bracelets:
| Jahr | Buy-in (in $) | Turnier         | Teilnehmer | Preisgeld (in $) |
| ---- | ------------- | --------------- | ---------- | ---------------- |
| 1993 | 2500          | Pot-Limit Omaha | 128        | 128.000          |
| 1993 | 2500          | Limit Hold’em   | 149        | 149.000          |